# ニュルブルクリンク24時間レース
ニュルブルクリンク24時間レース（ニュルブルクリンク24じかんレース、24 Hours Nürburgring）はドイツのニュルブルクリンクで毎年開催されるADAC主催の自動車レース。24時間で走行する距離を競う耐久レースである。毎年5月から6月の初夏に開催される。日本では「ニュル24時間レース」や「ニュル24耐」といった略称で知られている。
イベントの正式名称は、大手損害保険会社のチューリッヒ保険が冠スポンサーとなっていたことから「ADACチューリッヒ24時間レース」（ドイツ語: ADAC Zurich 24h Rennen）であったが、2019年からは石油会社のトタルがスポンサーとなり「Total(Energies) 24h Nuerburgring」、2024年からは潤滑油メーカーのRAVENOLが冠スポンサーとなり「ADAC RAVENOL 24h Nuerburgring」となった。

## 概要

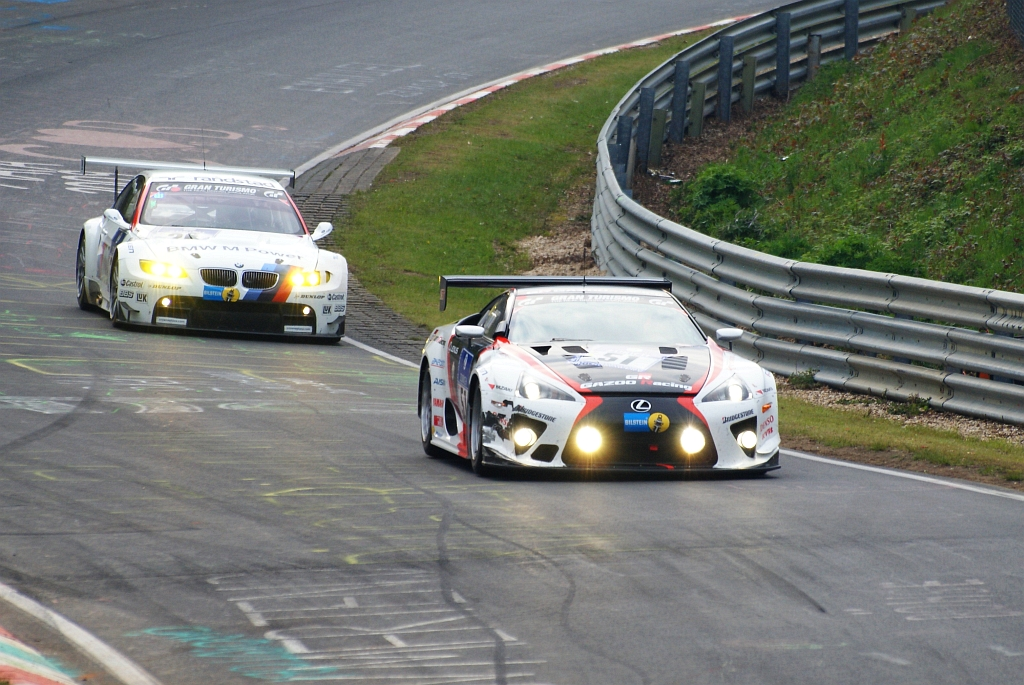
BMW・M3とレクサス・LFA（2010年）

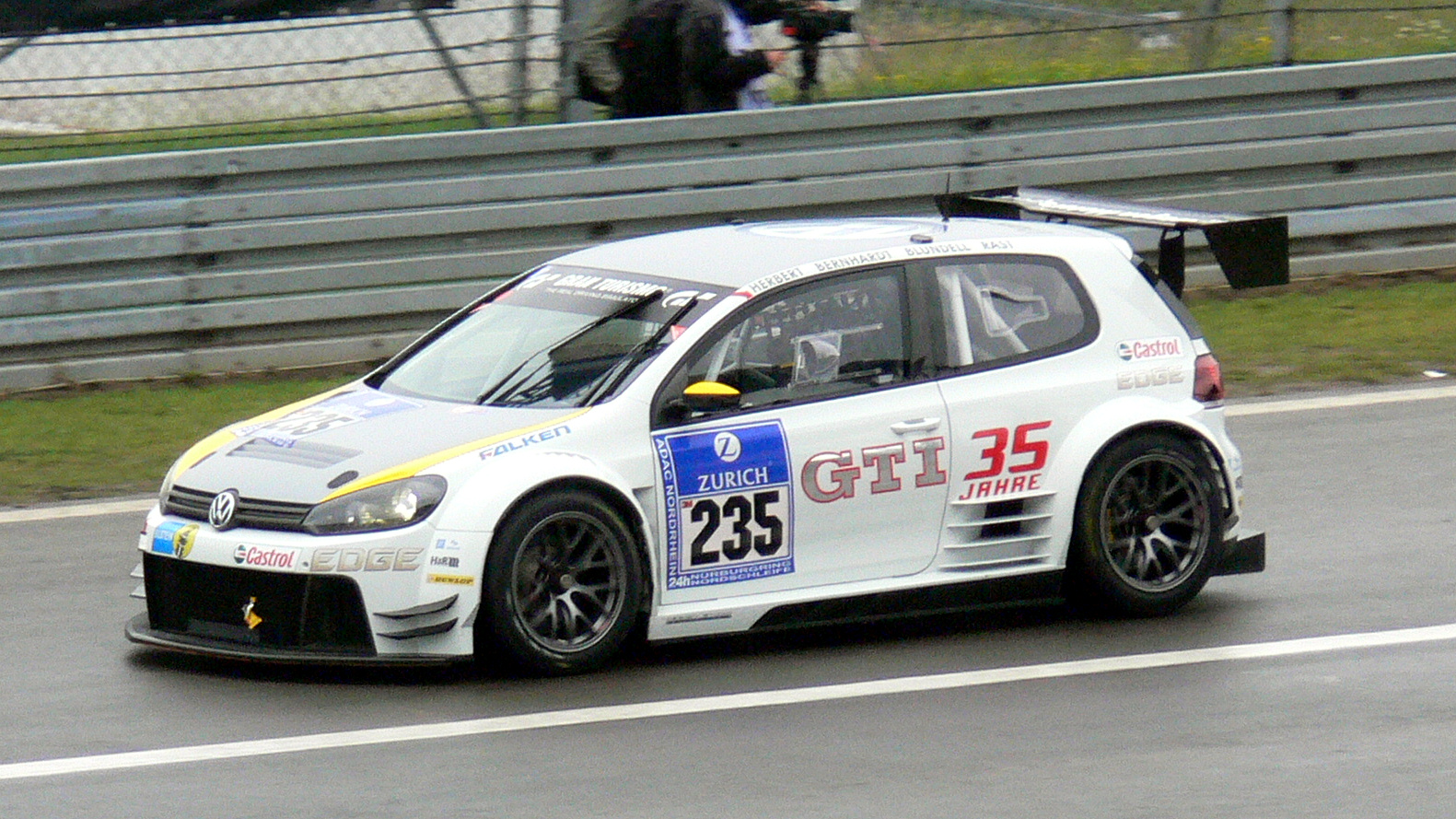
フォルクスワーゲン・ゴルフ （2011年）など、スポーツカーに限らず多様な車種が毎年参戦する

元々はADACが主催するローカルイベントであったが第1回のレースが開催されると人気が集まり、現在ではヨーロッパ中どころか世界中に中継されるビッグイベントとなっている。2024年からはインターコンチネンタルGTチャレンジの1戦となり、総合首位を争うSP9クラスが更に激戦区となった。
参加チームの多さ、コースの規模、観客数、24時間というレース時間の長さなどの点から、イベント規模はレース界随一である。
参加するチームは非常に多く、例えば2007年は合計228チームがレースに参加した。台数が多いため１つのピットを最大6チームでシェアしたり、スタートをグループに分けるといった措置が取られる。給油も複数のマシンが1台の給油機をシェアする体制になっており、給油ノズルには普通のガソリンスタンドにあるガンタイプのものを用いる。SP9クラスのようなクイックチャージャー装備の車の場合でも、それに対応する給油機がないため、クイックチャージャーの差し込み口を持つ漏斗状のアタプターを用いたり、蓋をクイックチャージャー用ではなく普通の蓋に改造したりして対処している。
コースの起伏は激しく、照明のない夜間も走行しなければならず、狭いコース幅にアマチュアを含めた200台以上が走行するため、レースの危険性は高い。そのため、参加者はプロ・アマを問わず、ニュルブルクリンク北コースで開催されるニュルブルクリンク耐久選手権(NLS、旧VLN)での完走実績を要求される他、英語で出題される筆記試験に100点満点で合格しなければならない。また合格後も抜き打ち指名でのテストがある。

## コース

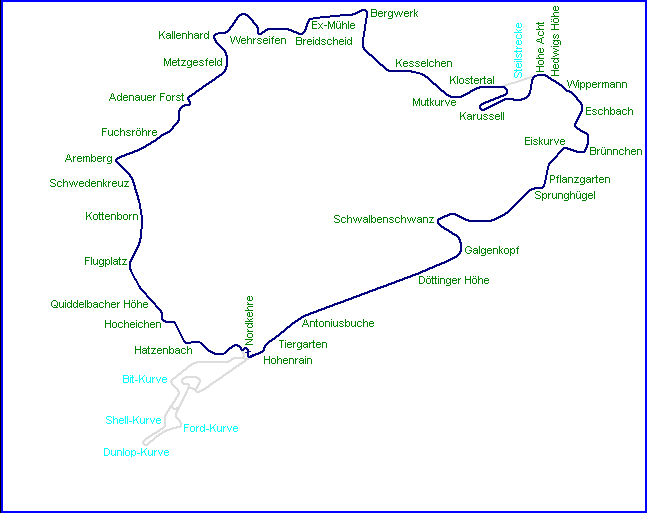
ニュルブルクリンク北コース
コースレイアウト

競技は、ドイツ北西部ラインラント＝プファルツ州 ケルン南方のニュルブルクにあるサーキット「ニュルブルクリンク」で行われる。予選は北コースのみで行うが、決勝レースは北コースとGPコースを連結して使用し、スタート/ゴールラインやピットはGPコースを利用する。
オールドコースとも呼ばれる北コースは荒れた路面や連続するコーナーの過酷さに定評がある。北コースをアクセル全開で一周走ると一般公道を800km走るのと同程度のダメージを受けると言われる。そのため、レース後半になると目に見えるダメージを負ったり、そこをテープなどで補修したマシンが目立つようになる。かつては、フォーミュラカーのドイツグランプリやF1ドイツグランプリの走路であったが、フォーミュラーカーの車高が下がり凹凸の少ない路面に最適化されると使用されなくなった。
コースが巨大であることから気象条件が一定ではなく、ある地点は日照により完全にドライな路面であるのに、別の地点では濃霧や強雨・雹になることがある。そのため、タイヤ選択が難しく、1周が長いことから判断ミスが致命的な遅れにつながることがある。
山中のコースであり、しばしば濃霧が発生する。2021年にはナイトセッション中に濃霧により事故が多発したことから赤旗が提示され夜間の走行が中断された。夜が明けても濃霧が解消せず、結局14時間30分にわたってレースを中断している。
2024年にはレース開始から7時間15分時点で濃霧から赤旗、そのまま14時間15分の中断を経たものの天候が好転せず、5周のフォーメーションラップ後に23時間5分経過時点でレースが打ち切られている。
現在では車載カメラなど技術が発達しているが、それらの技術が無い時代は悪天候や夜間には、事故が起きても状況困難は非常に困難であった。
他のレースでは「最初にレースの先頭車両が24時間経過後コントロールラインを通過した後に、コントロールラインを通過した時点でゴール」というルールの場合が多いが、1周が長い本レースでは「レースの先頭車両の通過を問わず、24時間経過後にコントロールラインを通過するとゴール扱い」としている。ただしトップと同一周回の車両は、他レースと同様にファイナルラップ宣言を受けた周を消化する必要がある。すなわち、トップより前にコントロールラインを通過すると、ゴールまでにさらに1周回する必要がある。本レースはその過酷さから完走するだけでも実績として扱われる。そのため、上位争いに関係なくなったチームは、規定時間直前にはスローダウンしてトップを前に行かせる形で周回調整することがある。
他にも天候の不安定さからスリックタイヤへの溝彫り加工、テープ補修でリペア完了扱いとする、トラブルでコース内に停車してレッカーによる搬送を受けてもリタイヤ扱いにならない等、本レース独特のレギュレーションも多い。

## 参加チーム・車両

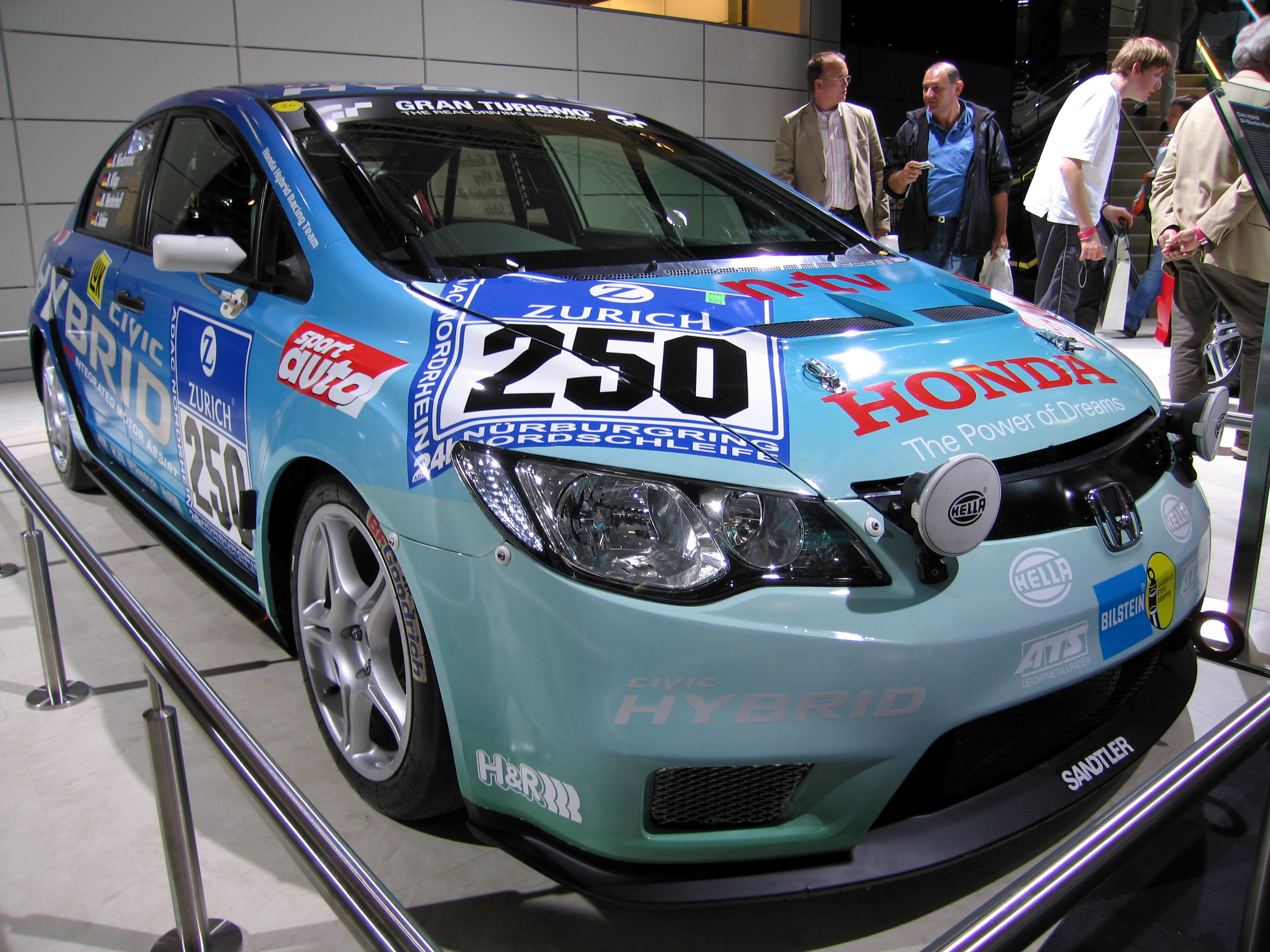
ホンダ・シビックハイブリッド（2007年）

参加チームが極めて多いことが特徴である。総合優勝を狙うワークスから、個人的レースに臨むプライベーターなど、実に100以上のチームが毎年参戦している。
参加車両も多彩で、BMW・M3やポルシェ・911GT3などのような本格派スポーツカー以外にも、ヒュンダイ・クーペ、ホールデン・コモドアやフォルクスワーゲン・シロッコ、ルノー・クリオに至るまで様々な車両が参戦している。中には修理跡のあるようなプライベーターの車両や、往年の名車(Mini、BMW・320isなど)も参加していた。
2011年からはレギュレーション変更により、製造後10年以上経過した車両は参加が出来なくなった。しかし、オペル・マンタの屋根に「尻尾」をつけたチームなど、長期間同一車種で参加しつづけたチームがあり、これらは大会の伝統やアイドルとされ主催者推薦枠として参加していた(このマンタは2024年より前座のクラシック2.4時間レースへと移行)。
ハイブリッドカーやディーゼル車、天然ガス車も参戦しており、トヨタ・ハリアーハイブリッド(2005年)、ホンダ・シビックハイブリッド(2007年)、ポルシェ 911 GT3 R Hybrid(2010年)、BMW・320d(1998年 総合優勝)、フォルクスワーゲン・シロッコ GT24-CNG（2009〜2011年）といった車種が参加したことがある。

## 日本勢

### 日産

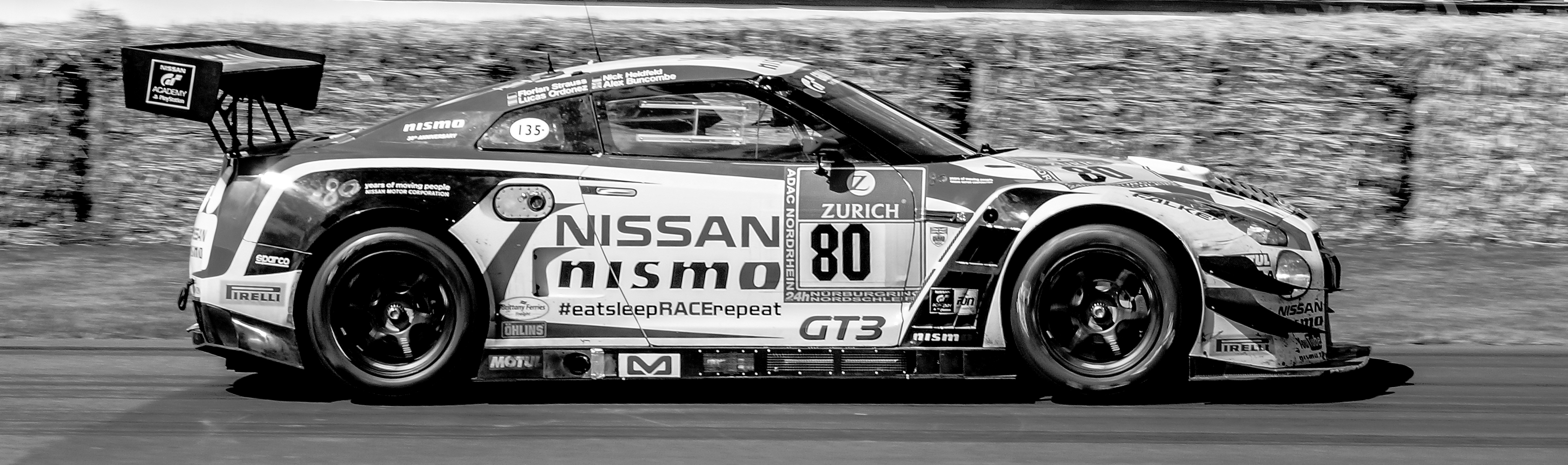
日産・GT-R GT3（2014年）

ニュルブルクリンク24時間レースに初めて日本のチームが参戦したのは1990年のNISMOで、スカイラインGT-R（R32）でグループNクラス優勝を果たし、翌年も連覇した。
2011年には日産・GT-Rを使用してドイツの地元チーム「シュルツ・モータースポーツ」が参戦し、TVゲームグランツーリスモの開発者である山内一典らの運転でSP8Tクラスのクラス優勝（総合36位）を飾った。2012年にはGTアカデミーチームの山内一典らが運転するGT-Rが同クラスで再びクラス優勝（総合30位）した。また同年には水野和敏率いるGT-Rの市販車開発チームが、GT-Rの開発の一環としてNISMOを介さず、ほぼ市販車のままのGT-Rで参戦するという異例の参戦がされた。
2013年はシュルツ・モータースポーツがグループGT3仕様のGT-RでSP9 GT3クラス参戦するが、エンジン交換を伴うトラブルなどでクラス22位（総合136位）に終わった。2014年にはGTアカデミー・チームRJNとシュルツで合わせて3台のGT-R GT3が参戦し、山内らが駆るシュルツのクラス11位（総合14位）が最高順位であった。
2015年はRJNとシュルツで2台が参戦。ル・マン24時間レースの演習も兼ねたドライバー編成のRJNが、GT3参戦後の最高位となる総合9位でフィニッシュした。2016年はRJNが3台で参戦し、ノントラブルで走り切って総合11位であった。
2017年・2018年は参戦が途絶えていたが、2019年にはタレントの近藤真彦が監督を務めるKONDO RacingがGT3仕様のGT-Rで参戦する。

### トヨタ / レクサス

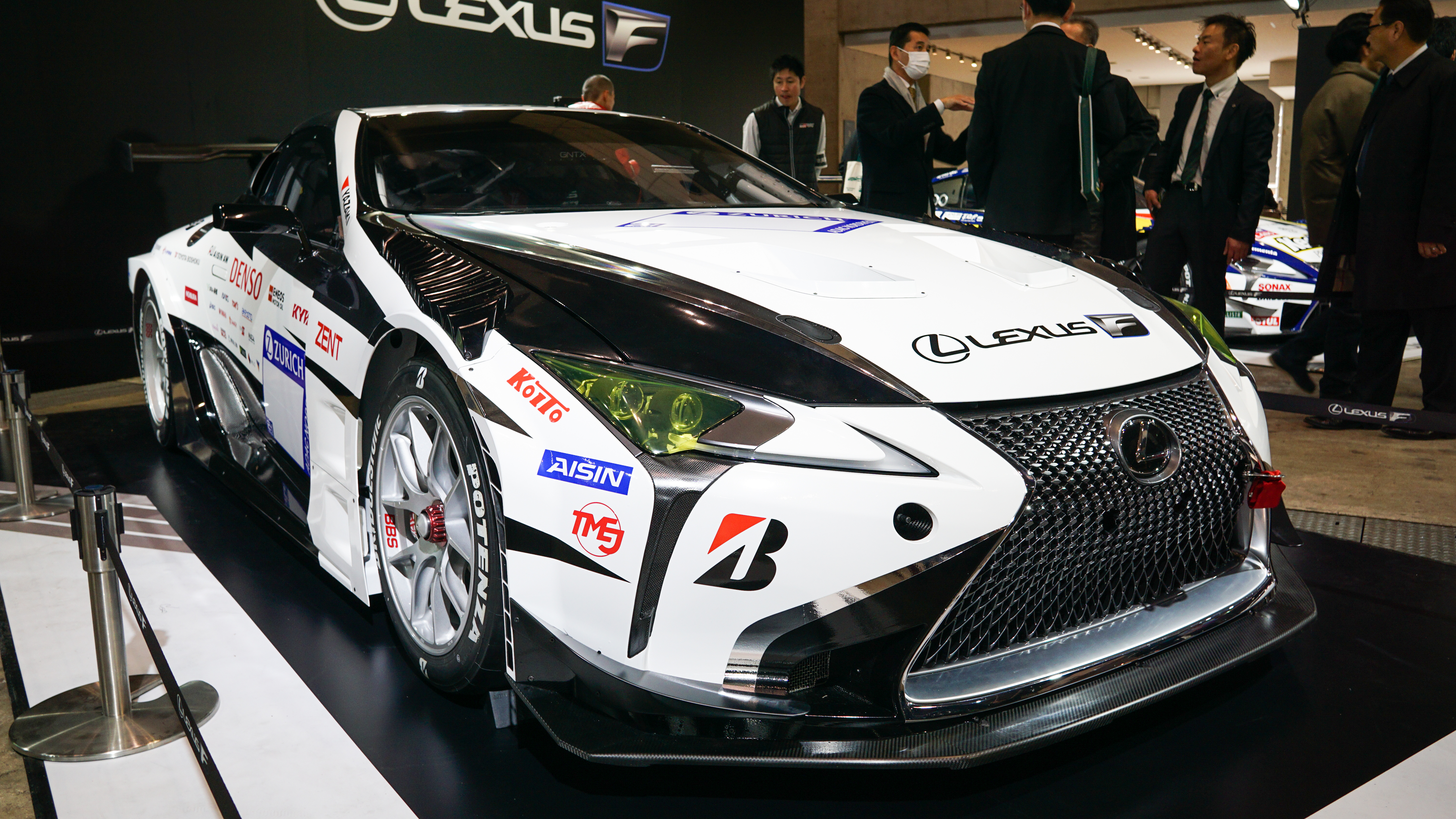
レクサス・LC（2018年）

2007年に当時の副社長であった豊田章男とその師匠である成瀬弘が独自に組織した「Gazoo Racing」が、ニュルブルクリンク耐久選手権（VLN）を含めて毎年参戦している。参戦初年度の2007年は「Team Gazoo」としてトヨタ・アルテッツァ2台で出走し、110号車が総合104位（SP3クラス14位）、109号車が総合110位（SP3クラス16位）で完走している。2008年はレクサス・IS（IS250のMT車）を投入し（当年はVLNのみ出場）、2009年には当時コンセプトカー段階であったレクサス・LFA（当時は「LF-A」表記）を開発を兼ねて持ち込み話題を呼んだ。翌年の2010年にはSP8クラスでクラス優勝（総合18位）を飾り、2012年にも同クラスでクラス優勝（総合15位）を飾っている。また同年にはトヨタ・86も初参戦し、SP3クラスでクラス優勝（総合46位）している。
2014年はSP8クラスにレクサス・LFA、SP3クラスにトヨタ・86が参戦したのに加え、さらに同年より新設されたSP-PROクラスにはLFAをベースとした次世代のスポーツカー技術の研究用車両である「LFA Code X」が参戦、このGAZOO Racingの3台はすべてクラス優勝を果たし「完全制覇」を達成した。
2016年には市販前であったクロスオーバーSUVのC-HRを参戦させ、2018・2019年にはSP-PROクラスに研究開発用のレクサス・LCを参戦させるなどトヨタのニュルブルクリンクでの活動は、勝利することを目標とする世界ラリー選手権（WRC）・世界耐久選手権（WEC）に比べて車両開発・人材育成の要素が強い。
プライベーターでは、岐阜県レクサス専門チューニングショップのNOVELがチームを組織して2016年から市販車のIS FやRC Fで参戦し、2018年にはクラス2位と3位を獲得した。2019年にはRACING PROJECT BANDOHとのジョイントで、最高峰のSP9クラスにRC F GT3で挑戦する。またトヨタ・チーム・タイランドもカローラ・アルティスやC-HRで2014年から参戦している。

### スバル

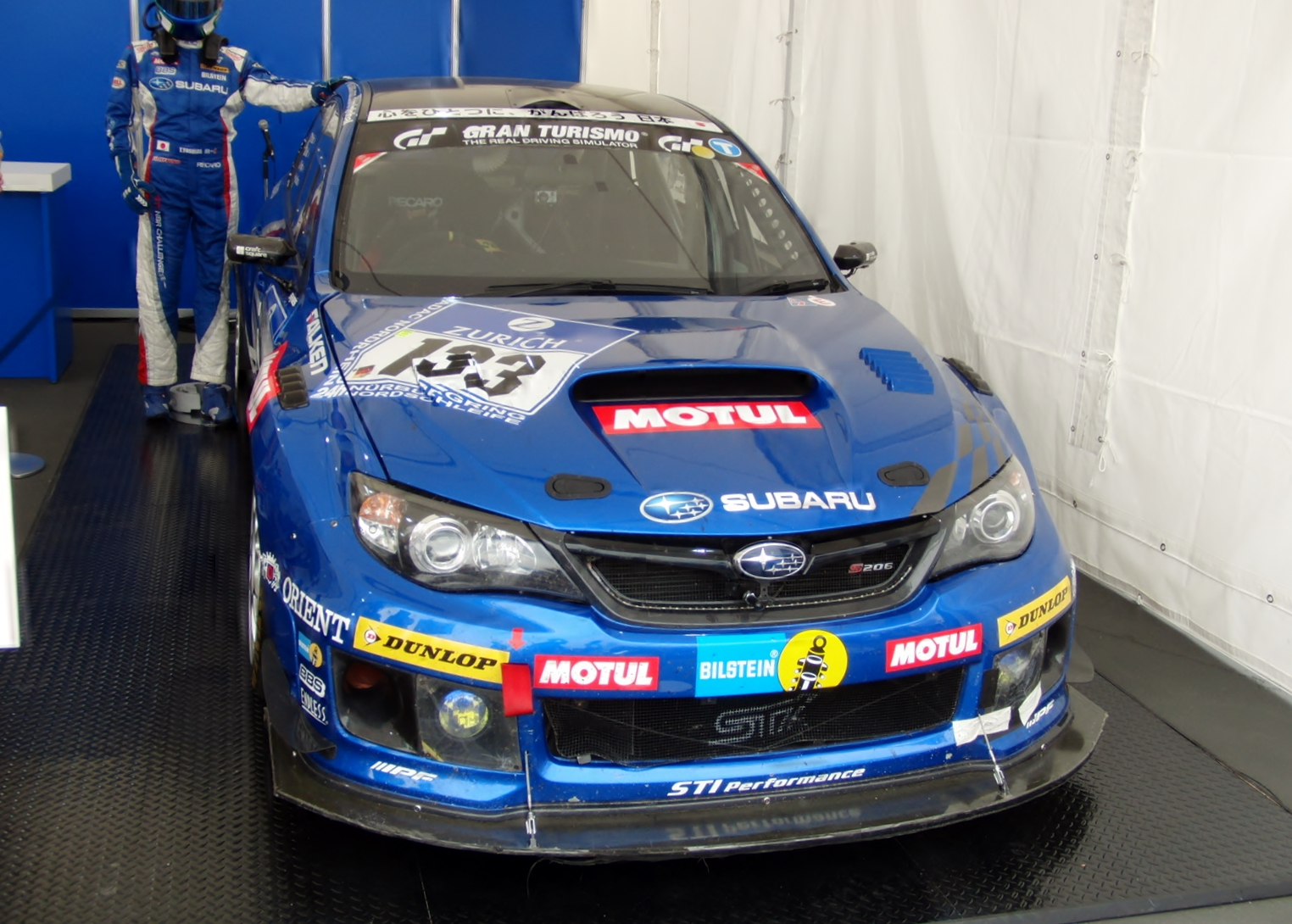
スバル・WRX STI S206（2012）

スバルテクニカインターナショナル（STI）が2008年からWRX STIで参加（総合14位・クラス2位）したのが始まりである。スバルが2009年に世界ラリー選手権（WRC）から撤退して以降は、ニュルブルクリンク24時間レースがSTIの欧州における主要活動に取って代わっている。またGAZOO Racing同様、メカニックは全国のディーラーから選んでおり、人材育成の面も強い。
2011年にSP3Tクラスでクラス優勝（総合21位）、翌2012年にも同クラスを連覇した（総合28位）。2013年はマシントラブルでクラス2位（総合28位）、2014年には接触とペナルティでクラス4位に終わったが、2015年にはクラス優勝（総合18位）を取り返した。2016年も勝って連覇するが、2017年は接触や炎上によりリタイアし、3連覇を逃した。
2018年にはSP3Tクラストップの予選タイムを叩き出して決勝レースをスタートし、1時間ほど順調に走ったものの、パワーステアリングのオイル漏れが発生してピットイン、1時間弱のタイムロスとなるだけでなく、クラストップを明け渡してしまう。またスタートから5時間経過後にはパドルシフトの作動不良、騒音規制オーバーによる失格を防ぐために、エンジン回転数上限を抑制した。途中雨の夜という悪条件下でAWDの力を見せつけ、ラップタイムはハイパワーエンジンを積んだGT3マシンの何台かよりも速かった。その後ゴールまで残り1時間というタイミングで突然のスローダウン、オフィシャルの手により車両はピットに戻りトラブルの原因は不明という状況だった。メカニックの懸命の作業により疑わしき部品を交換してなんとかコースに復帰し、クラス2位のVW「ゴルフ」に13周もの大差をつけて勝った。2019年はマシントラブルもアクシデントもなく、前年同様クラス優勝（総合19位）、3度目の連覇を果たした。

### ファルケン

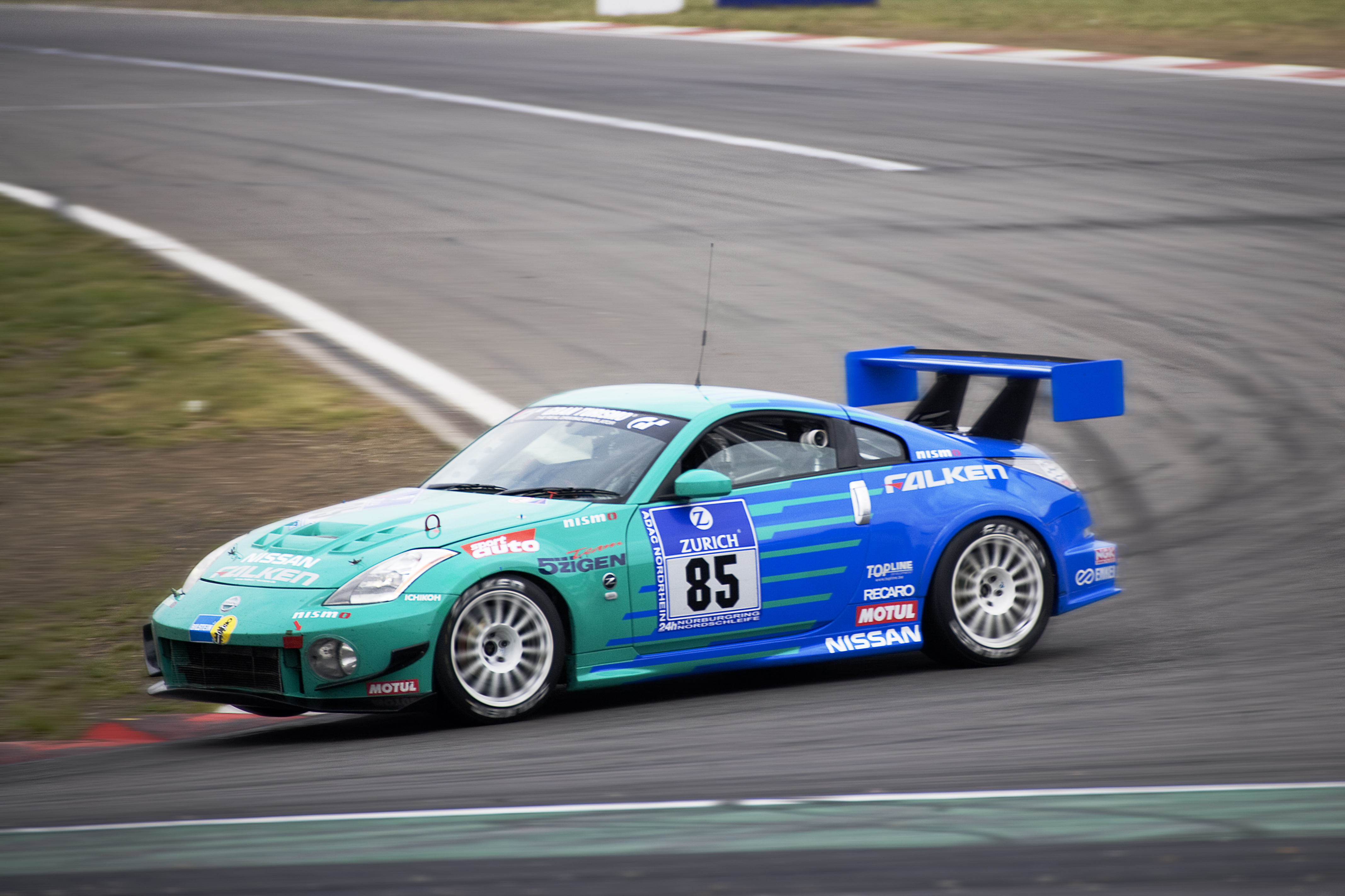
FALKEN MOTORSPORTS TEAMの日産・フェアレディZ（2008年）

1999年からタイヤメーカーのオーツタイヤが、N1耐久シリーズのチャンピオンチームを母体とした「FALKEN MOTORSPORTS TEAM」を結成して参戦を継続している。車種は1999年がR33型日産・スカイラインGT-R、2000年はGT500仕様トヨタ・スープラ、2001年以降は毎年R34型日産・スカイラインGT-Rのスーパー耐久仕様の改造車で、特に2002年は総合5位に入賞する活躍ぶりを見せた。2005年と2006年は一度活動を休止したが、2007年から日産・フェアレディZで復帰。
2011年からはベース車両をポルシェ・911 GT3Rに変更して2018年現在まで参戦継続中であり、2014年には総合4位入賞を果たした。また欧州法人は他のニュルブルクリンク24時間レース参戦チームへのタイヤの供給も行っている。

## クラス
参戦車両は大まかに24hSpecial、VLNSeries、Cupの3分類に分けられる。総合優勝を狙うワークス勢は24hSpecial内のSP9クラスに属する。
- 表記は2024年度のもの。
- 2009年度からエンジンの排気量が1,750cc以上の車両でないと参戦出来ないように変更された（SP1・SP2が廃止、またSP2Tも1,350～1,500ccの車両は特認が必要）。
- 以前はディビジョンという形で分類されていたが、現在は区分けが存在しない。

排気量、過給器の有無でSP1からSP8(ターボ付きはT)までに分類されるほか、特別クラスとして過去のSP9車両を使うSP9-LG、試作車両や試作エンジンを使うSP-Pro、特任車両となるSP Xも存在する。
SP9、SP10、SP8Tは2009年度に発足した新しいクラス。
SP9はグループGT3、SP10はGT4、SP11はGT2の規定に準拠した車両のクラス。性能調整は独自のものとなっている他、この3クラスに参戦する選手はFIAのドライバーカテゴリーを取得する必要がある。またGT4車両は一定の条件を満たせばSP8T、TCR車両はSP3Tにもエントリー可能。
TCR車両もGroup TCRとして公認された。
表記：SP2T〜SP11、SP-X、SP-Pro
V2〜V6はNLS（ニュルブルグリンク耐久シリーズ）の規定に準拠した車両のクラス。
ATは環境エンジン搭載等の代替燃料を用いるクラス。
CUPはそれぞれワンメイクレース用の車両、年度によってどの車両がこちらに分類されるかは異なる。
| クラス                                    | 排気量下限 cm3                      | 排気量上限 cm3                      |
| 24h Special                               | 24h Special                         | 24h Special                         |
| ----------------------------------------- | ----------------------------------- | ----------------------------------- |
| SP 2T (ターボ)                            | 1,350                               | 1,750                               |
| SP 3                                      | 1,750                               | 2,000                               |
| SP 3T (ターボ)                            | 1,750                               | 2,000                               |
| SP 4                                      | 2,000                               | 2,500                               |
| SP 4T (ターボ)                            | 2,000                               | 2,600                               |
| SP 5                                      | 2,500                               | 3,000                               |
| SP 6                                      | 3,000                               | 3,500                               |
| SP 7                                      | 3,500                               | 4,000                               |
| SP 8                                      | 4,000以上                           |                                     |
| SP 8T (ターボ)                            | 2,500                               | 4,000                               |
| SP-PRO                                    | 3,000                               |                                     |
| SP 9 (FIA-GT3)                            | FIA-GT3 ホモロゲーションに準拠      | FIA-GT3 ホモロゲーションに準拠      |
| SP 9-LG                                   | GT3ホモロゲーション番号36以前の車両 | GT3ホモロゲーション番号36以前の車両 |
| SP 10 (SRO-GT4)                           | SRO-GT4 ホモロゲーションに準拠      | SRO-GT4 ホモロゲーションに準拠      |
| SP 11 (SRO-GT2)                           | SRO-GT2 ホモロゲーションに準拠      | SRO-GT2 ホモロゲーションに準拠      |
| SP X                                      | 特別に承認されたもの                | 特別に承認されたもの                |
| AT                                        |                                     |                                     |
| AT (代替燃料)                             |                                     |                                     |
| VLN Series Cars                           |                                     |                                     |
| V 2                                       | 1,750                               | 1,800                               |
| V 2T(ターボ) 前輪駆動、後輪駆動で別クラス | 1,600                               | 2,000                               |
| V 3                                       | 1,800                               | 2,000                               |
| V 3T(ターボ)                              | 2,000                               | 3,000                               |
| V 4                                       | 2,000                               | 2,500                               |
| V 5                                       | 2,500                               | 3,000                               |
| V 6                                       | 3,000                               | 3,500                               |
| カップカー                                |                                     |                                     |
| CUP 2                                     | 911(Type992)カップカー              | 911(Type992)カップカー              |
| CUP 3                                     | 718ケイマン(Type982)カップカー      | 718ケイマン(Type982)カップカー      |
| M240i                                     | M240i Racing カップカー             | M240i Racing カップカー             |
| GROUP TCR                                 | WSC-TCR公認車両                     | WSC-TCR公認車両                     |

## 歴代優勝車/チーム
| 開催年月日 | ドライバー                                                                                                | 車両                            | チーム                                                 |                          |
| ---------- | --- | ------------------------------- | ------------------------------------------------------ | ------------------------ |
| 1970       | ハンス＝ヨアヒム・スタック クレメンス・シケンタンツ                                                       | BMW・2002 TI                    | BMW Tuning                                             |                          |
| 1971       | Ferfried Prinz von Hohenzollern Gerold Pankl                                                              | BMW・2002                       | アルピナ                                               |                          |
| 1972       | ヘルムート・ケレナース Gerold Pankl                                                                       | BMW・2800 CS                    | アルピナ                                               |                          |
| 1973       | ニキ・ラウダ ハンス＝ペーター・ヨイシュテン                                                               | BMW・3.0 CSL                    | アルピナ                                               |                          |
| 1974       | オイルショックのため中止                                                                                  | オイルショックのため中止        | オイルショックのため中止                               | オイルショックのため中止 |
| 1975       | オイルショックのため中止                                                                                  | オイルショックのため中止        | オイルショックのため中止                               | オイルショックのため中止 |
| 1976       | Fritz Muller Herbert Hechler Karl-Heinz Quirin                                                            | ポルシェ・911カレラ             |                                                        |                          |
| 1977       | Fritz Muller Herbert Hechler                                                                              | ポルシェ・911カレラ             |                                                        |                          |
| 1978       | Fritz Muller Herbert Hechler Franz Geschwendtner                                                          | ポルシェ・911カレラ             | Valvoline Deutschland                                  |                          |
| 1979       | Herbert Kummle Karl Mauer ヴィンフリート・フォクト                                                        | フォード・エスコート            | Cavallo Matras                                         |                          |
| 1980       | Dieter Selzer Wolfgang Wolf Matthias Schneider                                                            | フォード・エスコートRS2000      | Berkenkamp Racing                                      |                          |
| 1981       | Helmut Doring Dieter Gartmann Fritz Muller                                                                | フォード・カプリ                | Gilden-Kolsch                                          |                          |
| 1982       | Dieter Gartmann クラウス・ルートヴィッヒ クラウス・ニーヅビーズ                                           | フォード・カプリ                | Eichberg Racing                                        |                          |
| 1983       | コース改修工事のため中止                                                                                  | コース改修工事のため中止        | コース改修工事のため中止                               | コース改修工事のため中止 |
| 1984       | Axel Felder Franz-Josef Brohling Peter Oberndorfer                                                        | BMW ・635 CSi                   | Auto Budde Team                                        |                          |
| 1985       | Axel Felder Jurgen Hammelmann Robert Walterscheid-Muller                                                  | BMW・635 CSi                    | Auto Budde Team                                        |                          |
| 1986       | Markus Oestreich オットー・レンシング ヴィンフリート・フォークト                                          | BMW・325i                       | Linder Rennsport                                       |                          |
| 1987       | クラウス・ルートヴィッヒ クラウス・ニーヅビーズ スティーブ・ソパー                                        | フォード・シエラコスワース      | Eggenberger                                            |                          |
| 1988       | Edgar Doren Gerhard Holup Peter Faubel                                                                    | ポルシェ・911カレラ             |                                                        |                          |
| 1989       | エマニュエル・ピロ ロベルト・ラヴァーリア ファビアン・ジロワ                                              | BMW・M3(E30)                    | Team Bigazzi                                           |                          |
| 1990       | アルフリート・ヘーガー ヨアヒム・ヴィンケルホック フランク・シュミックラー                                | BMW・M3 Evo.2(E30)              | Linder Motorsport                                      |                          |
| 1991       | ヨアヒム・ヴィンケルホック クリス・ニッセン アルミン・ハーネ                                              | BMW・M3 Evo.2(E30)              | シュニッツァー・モータースポーツ                       |                          |
| 1992       | ジョニー・チェコット クリスチャン・ダナー Jean-Michel Martin マルク・デュエツ                             | BMW・M3 Evo.2(E30)              | Team Bigazzi                                           |                          |
| 1993       | Tonico de Azevedo フランツ・コンラット Ornulf Wirdheim Frank Katthofer                                    | ポルシェ・911カレラ             | Konrad Motorsport                                      |                          |
| 1994       | Karl-Heinz Wlazik Frank Katthofer Fred Rosterg                                                            | BMW・M3(E36)                    |                                                        |                          |
| 1995       | ロベルト・ラヴァーリア マルク・デュエツ アレクサンダー・ブルグスタラー                                    | BMW・320i                       | Team Bigazzi                                           |                          |
| 1996       | Johannes Scheid サビーネ・レック Hans Widmann                                                             | BMW・M3(E36)                    | Scheid Motorsport                                      |                          |
| 1997       | Johannes Scheid サビーネ・レック Hans-Jurgen Tiemann ペーター・ザコウスキー                               | BMW・M3(E36)                    | Scheid Motorsport                                      |                          |
| 1998       | マルク・デュエツ Andreas Bovensiepen クリスチャン・メンツェル ハンス＝ヨアヒム・スタック                  | BMW・320d                       | シュニッツァー・モータースポーツ                       |                          |
| 1999       | ペーター・ザコウスキー Hans-Jurgen Tiemann クラウス・ルートヴィッヒ マルク・デュエツ                      | ダッジ・バイパーGTS-R           | ザクスピード                                           |                          |
| 2000       | ベルント・マイレンダー ミハエル・バルテルス ウーヴェ・アルツェン アルフリート・ヘーガー                   | ポルシェ・911GT3-R              | Porsche Zentrum Koblenz                                |                          |
| 2001       | ペーター・ザコウスキー ミハエル・バルテルス ペドロ・ラミー                                                | クライスラー・バイパーGTS-R     | ザクスピード                                           |                          |
| 2002       | ペーター・ザコウスキー ロベルト・レヒナー ペドロ・ラミー                                                  | クライスラー・バイパーGTS-R     | ザクスピード                                           |                          |
| 2003       | マヌエル・ロイター ティモ・シャイダー マルセル・ティーマン                                                | オペル・アストラ V8クーペ       | OPC Team Phoenix                                       |                          |
| 2004       | ディルク・ミューラー ヨルグ・ミューラー ハンス＝ヨアヒム・スタック ペドロ・ラミー                         | BMW・M3 GTR(E46)                | BMWモータースポーツ                                    |                          |
| 2005       | ペドロ・ラミー Boris Said Duncan Huisman アンディ・プリオール                                             | BMW・M3 GTR(E46)                | BMWモータースポーツ                                    |                          |
| 2006       | ルーカス・ルーア ティモ・ベルンハルト マイク・ロッケンフェラー マルセル・ティーマン                       | ポルシェ・911GT3-MR             | マンタイ・レーシング                                   |                          |
| 2007       | マルク・リープ ティモ・ベルンハルト ロマン・デュマ マルセル・ティーマン                                   | ポルシェ・911GT3-RSR            | マンタイ・レーシング                                   |                          |
| 2008       | マルク・リープ ティモ・ベルンハルト ロマン・デュマ マルセル・ティーマン                                   | ポルシェ・911GT3-RSR            | マンタイ・レーシング                                   |                          |
| 2009       | マルク・リープ ティモ・ベルンハルト ロマン・デュマ マルセル・ティーマン                                   | ポルシェ・911GT3-RSR            | マンタイ・レーシング                                   |                          |
| 2010       | ヨルグ・ミューラー アウグスト・ファルフス ウベ・アルツェン ペドロ・ラミー                                 | BMW・M3 GT2                     | BMWモータースポーツ (シュニッツァー・モータースポーツ) |                          |
| 2011       | マルク・リープ ティモ・ベルンハルト ロマン・デュマ ルーカス・ルーア                                       | ポルシェ・997GT3-RSR            | マンタイ・レーシング                                   |                          |
| 2012       | マルク・バッセン クリストファー・ハーセ フランク・スタップラー マルクス・ヴィンケルホック                 | アウディ・R8 LMS ultra          | アウディ・スポーツ (チーム・フェニックス)              |                          |
| 2013       | ベルント・シュナイダー イェロン・ブレーケモレン シーン・エドワーズ ニッキー・ティム                       | メルセデス・ベンツ・SLS AMG GT3 | AMG チーム・ブラックファルコン                         |                          |
| 2014       | クリストファー・ハーセ クリスチャン・マメロウ レネ・ラスト マルクス・ヴィンケルホック                     | アウディ・R8 LMS ultra          | フェニックス・レーシング                               |                          |
| 2015       | クリストファー・ハーセ ニコ・ミュラー エドワード・サンドストローム ローレンス・ヴァントール               | アウディ・R8 LMS ultra          | アウディ・スポーツ (チーム・WRT)                       |                          |
| 2016       | マーロ・エンゲル ベルント・シュナイダー アダム・クリストドゥールー マヌエル・メッツガー                   | メルセデスAMG・GT3              | AMG チーム・ブラックファルコン                         |                          |
| 2017       | コナー・デ・フィリッピ クリストファー・ミース マルクス・ヴィンケルホック ケルヴィン・ヴァン・デル・リンデ | アウディ・R8 LMS                | ランド・モータースポーツ                               |                          |
| 2018       | ニック・タンディ フレデリック・マコヴィッキィ パトリック・ピレ リヒャルト・リーツ                         | ポルシェ・911GT3 R              | マンタイ・レーシング                                   |                          |
| 2019       | ピエール・カッファー フランク・スティップラー ドリエス・ヴァントール フレデリック・ヴェルビッシュ         | アウディ・R8 LMS Evo            | フェニックス・レーシング                               |                          |
| 2020       | ニック・キャッツバーグ アレクサンダー・シムズ ニック・イェロリー                                          | BMW・M6 GT3                     | Rowe Racing                                            |                          |
| 2021       | マッテオ・カイローリ ミカエル・クリステンセン ケビン・エストレ                                            | ポルシェ・911 GT3 R             | マンタイ・レーシング                                   |                          |
| 2022       | ロビン・フラインス ケルヴィン・ヴァン・デル・リンデ ドリス・ヴァントール フレデリック・ヴェルビッシュ     | アウディ・R8 LMS Evo2           | アウディスポーツ・チーム・フェニックス                 |                          |
| 2023       | アール・バンバー ニック・キャッツバーグ フェリペ・フェルナンデス・レーザー デビッド・ピッタード           | フェラーリ・296 GT3             | フリカデッリ・レーシングチーム                         |                          |
| 2024       | リカルド・フェラー デニス・マーシャル クリストファー・ミース フランク・スティップラー                     | アウディ・R8 LMS Evo2           | シェラー・スポーツPHX                                  |                          |
| 2025       | アウグスト・ファルフス ジェッセ・クローン ケルヴィン・ヴァン・デル・リンデ ラファエル・マルチェッロ       | BMW・M4 GT3 Evo                 | ローヴェ・レーシング                                   |                          |